# Kid Williams
John Gutenko, meglio conosciuto come Kid Williams (Copenaghen, 5 dicembre 1893 – 13 aprile 1973), è stato un pugile danese.
L'International Boxing Hall of Fame lo ha riconosciuto fra i più grandi pugili di ogni tempo.

## Gli inizi
Professionista dal 1909.

## La carriera
Campione del mondo dei pesi gallo dal 1914, battendo Johnny Coulon, al 1917, quando venne sconfitto dal grande pugile italoamericano Pete Herman.
Durante la sua carriera incontrò numerosi altri campioni, quali l'italoamericano Joe Dundee, Pancho Villa, Johnny Kilbane, Frankie Genaro.